# Citroën 2cv manx

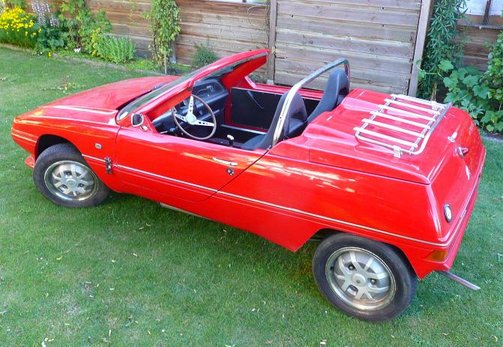
Een 2CV Manx

De Citroën 2CV Manx is een kitcar uit het begin van de jaren 90 gebouwd op het chassis van de 2CV.
De Citroën 2cv werd met zijn onafhankelijk chassis meermaals gebruikt als basis voor een kitcar. Zowel liefhebbers-zelfbouwers als kitcarproducenten maakten hun eigen voertuig. Zeer bekende voorbeelden zijn de Lomax, le Patron en de Burton. Er zijn honderden 2cv-tjes werden ooit omgebouwd tot een van deze merken.
Manx is een Engelse kitcar, het merk MANX CARS werd in 1991 opgericht door Jim Clark. Ontworpen door Jim Clark die in zijn actieve loopbaan ontwerper bij Lola, Lotus, en Mac Laren was. De Manx werd door Rico Verhicles op de markt gebracht. De oorspronkelijke bedoeling was om met een VW Kever onderstel deze kitcar te realiseren. Dit bleek geen haalbare kaart te zijn waardoor al snel naar het onderstel van een 2CV werd overgestapt.

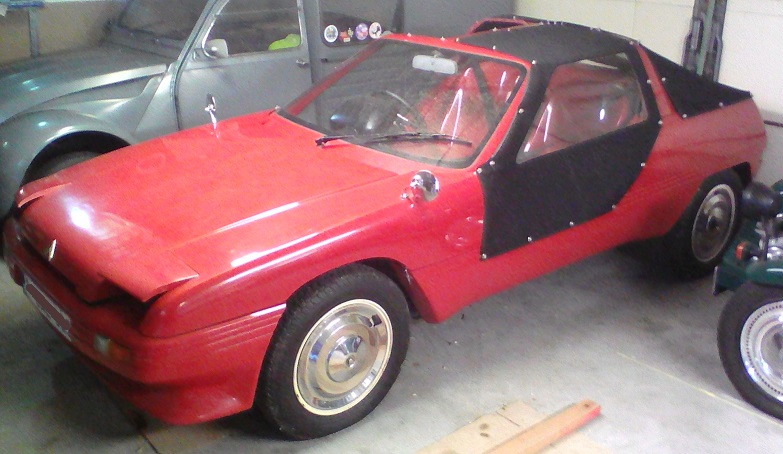
Manx MX1 in een garage in 2019.

De MX1 is het eerste ontwerp. De MX3 is een doorontwikkelde MX1. De motorkap van de MX3 is één geheel geworden en de deuren zijn groter gemaakt. Ook de voorruit is in plaats van Visa, nu van een Fiat Cinquecento.
Er zijn niet veel Manxen gebouwd. In Nederland is één blauwe Manx MX1 ingeschreven. Er rijden er een aantal in Engeland rond en zelfs eentje in Japan. In België zijn er twee bekend. In Frankrijk werd er ooit eentje te koop aangeboden op een 2cv-treffen. Een exact aantal kits is niet bekend, maar wordt op een tiental geschat.